# Shenjiatun
Shenjiatun (kinesiska: 沈家屯, 沈家屯镇) är en köping i Kina. Den ligger i provinsen Hebei, i den norra delen av landet, omkring 160 kilometer nordväst om huvudstaden Peking. Antalet invånare är 42 338. Befolkningen består av 20 659 kvinnor och 21 679 män. Barn under 15 år utgör 16,0 %, vuxna 15-64 år 77 %, och äldre över 65 år 6,0 %.
Genomsnittlig årsnederbörd är 601 millimeter. Den regnigaste månaden är juli, med i genomsnitt 150 mm nederbörd, och den torraste är december, med 3 mm nederbörd.